# Chamanthedon albicincta
Chamanthedon albicincta är en fjärilsart som beskrevs av George Francis Hampson 1919. Chamanthedon albicincta ingår i släktet Chamanthedon och familjen glasvingar. Inga underarter finns listade i Catalogue of Life.